# عبد الله بن داوود الفايز
عبدالله بن داود بن سليمان الفايز (1955 -) هو وكيل أمارة منطقة مكة المكرمة.

## نشأته
عبدالله بن داود بن سليمان الفايز ولد عام 1374 هـ في محافظة الزلفي، ونشأ فيها ودرس في مدارسها، في مكة المكرمة، حصل علي البكالوريوس في الشريعة من جامعة الإمام محمد بن سعود الإسلامية وحصل على شهادة المعهد العلمي الثانوي في نفس المحافظة، بدأ عمله موظفا في المرتبة الرابعة في بلدية محافظة الزلفي ثم انتقل إلى العاصمة الرياض، والتحق بكلية الشريعة،منتسبا وخلال دراسته في الكلية عمل في وزارة الشؤون البلدية سنة 1393 هـ، ثم تخرج بكلية الشريعة عام 1396 هـ، والتحق بمعهد القضاء، فدرس في السنة التمهيدية للماجستير.

## مناصب
- عُيّن رئيساً لبلدية الأسياج في القصيم عام 1398 هـ، وأمضى فيها سنتين، نقل بعدها عام 1400 هـ إلى وزارة الشؤون البلدية في الرياض بوظيفة مستشار شرعي، وأمضى في هذه الوظيفة ست سنوات، وفي 1/6/1406 هـ نقل إلى المدينة المنورة، وعين مستشاراً شرعياً في مكتب سمو أمير منطقة المدينة المنورة، واستمر في وظيفته هذه قرابة تسع سنوات، ثم كلف بعمل وكيل الإمارة المساعد في 18/07/1415هـ، واستمر في هذا المنصب حتى 08/05/1416هـ حيث صدر الأمر السامي بتعيينه وكيلاً لإمارة منطقة المدينة المنورة، وما زال مستمراً في عمله.

وإضافة إلى عمله وكيلاً للإمارة عين رئيساً للجنة التنسيق والمتابعة لأعمال الحج منذ عام 1408 هـ، وقد فازت هذه اللجنة بجائزة المدينة المنورة فرع الخدمات العامة لعام 1416هـ. كما عين مديراً عاماً لمكتب اللجنة التنفيذية لتطوير المنطقة المركزية منذ إنشائه، وعضواً في مجلس منطقة المدينة المنورة، وعضواً في لجنة جائزة المدينة المنورة.
- تولى منصب وكيل امارة منطقة المدينة المنورة منذ عهد اميرها الأمير عبد المجيد بن عبد العزيزآل سعود يامير منطقة المدينة المنورة السابق من عام:1406هـ إلى عام:1420هـ

- ثم عين الأمير عبد المجيد أميرا على منطقة مكة المكرمة عام:1420هـ

- عين سعادة عبد الله بن داود الفايز وكيل امارة منطقة مكة المكرمة

- ثم عاد وتول منصب وكيل امارة منطقة المدينة المنورة في عهد اميرها الأمير عبد العزيز بن بن ماجد بن عبد العزيز آل سعود أمير منطقة المدينة المنورة يوم: 03/01/1429هـ

- وفي تاريخ 3\3\1430هـ صدر الأمر السامي الكريم بتعيينه عضوا في مجلس الشورى السعودي.